# Manteno
Manteno é uma vila localizada no estado americano de Illinois, no Condado de Kankakee.

## Demografia
Segundo o censo americano de 2000, a sua população era de 6414 habitantes.
Em 2006, foi estimada uma população de 8305, um aumento de 1891 (29.5%).

## Geografia
De acordo com o United States Census Bureau tem uma área de
7,9 km², dos quais 7,8 km² cobertos por terra e 0,1 km² cobertos por água.

## Localidades na vizinhança
O diagrama seguinte representa as localidades num raio de 16 km ao redor de Manteno.